# 威尼斯嘉年華會
威尼斯嘉年華會（義大利語：Carnevale Di Venezia）是義大利威尼斯最重要的慶典之一，每年都在大齋首日（Ash Wednesday）前2個禮拜開始，並在懺悔節（Shrove Tuesday）結束；此慶典是以各式各樣精美製作的面具而聞名於世。

## 歷史
普遍說法是威尼斯共和國在1162年為了慶祝打敗阿奎萊亞宗主教所舉辦的活動，而為了彰顯勝利的光榮，人民紛紛湧入聖馬可廣場跳舞慶祝，之後便成為文藝復興時期的官方活動，所以大家也會到聖馬可廣場慶祝。
2020年，因2019冠状病毒病意大利疫情，威尼斯嘉年華取消部分活動。

## 画廊

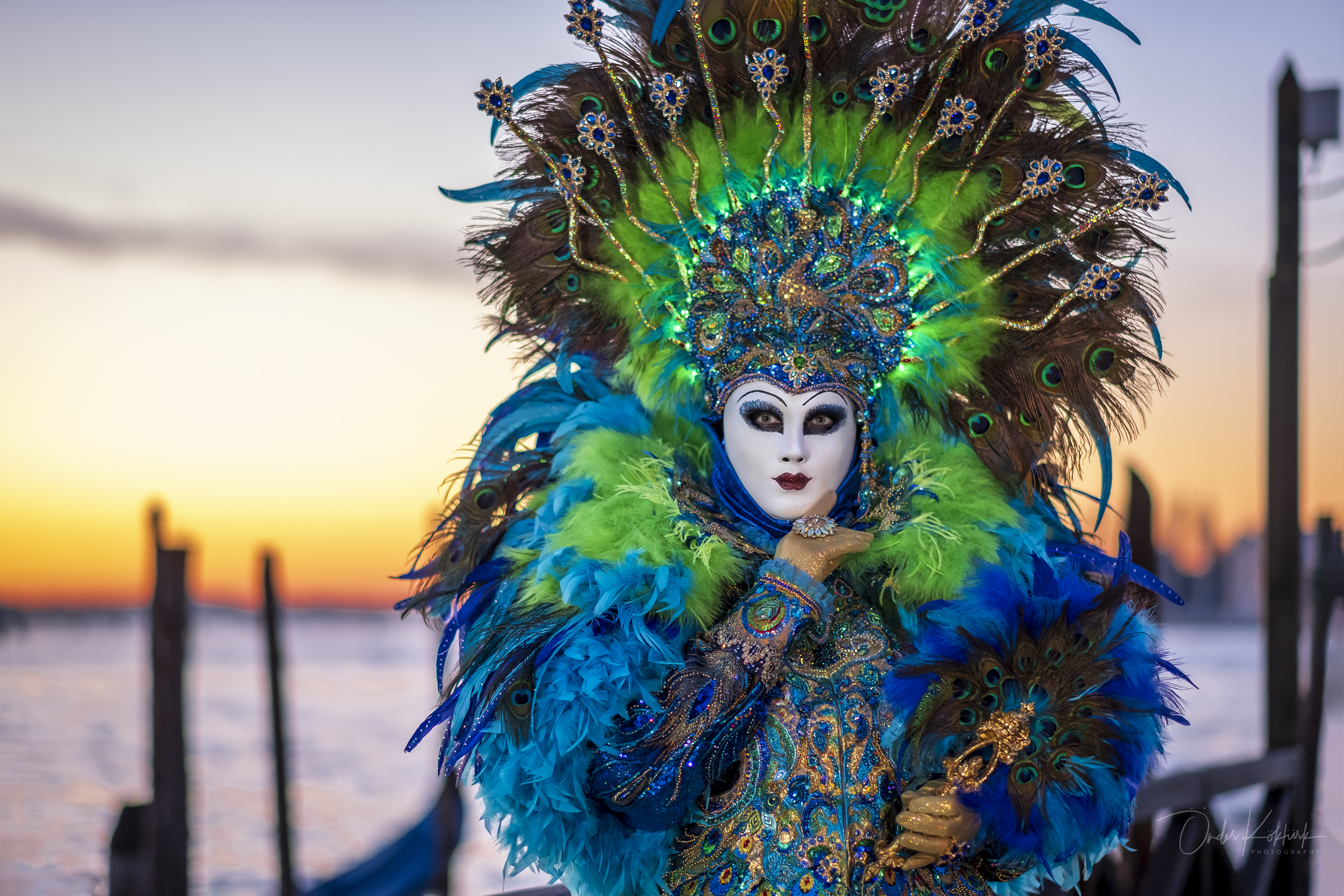
威尼斯嘉年華會 2020
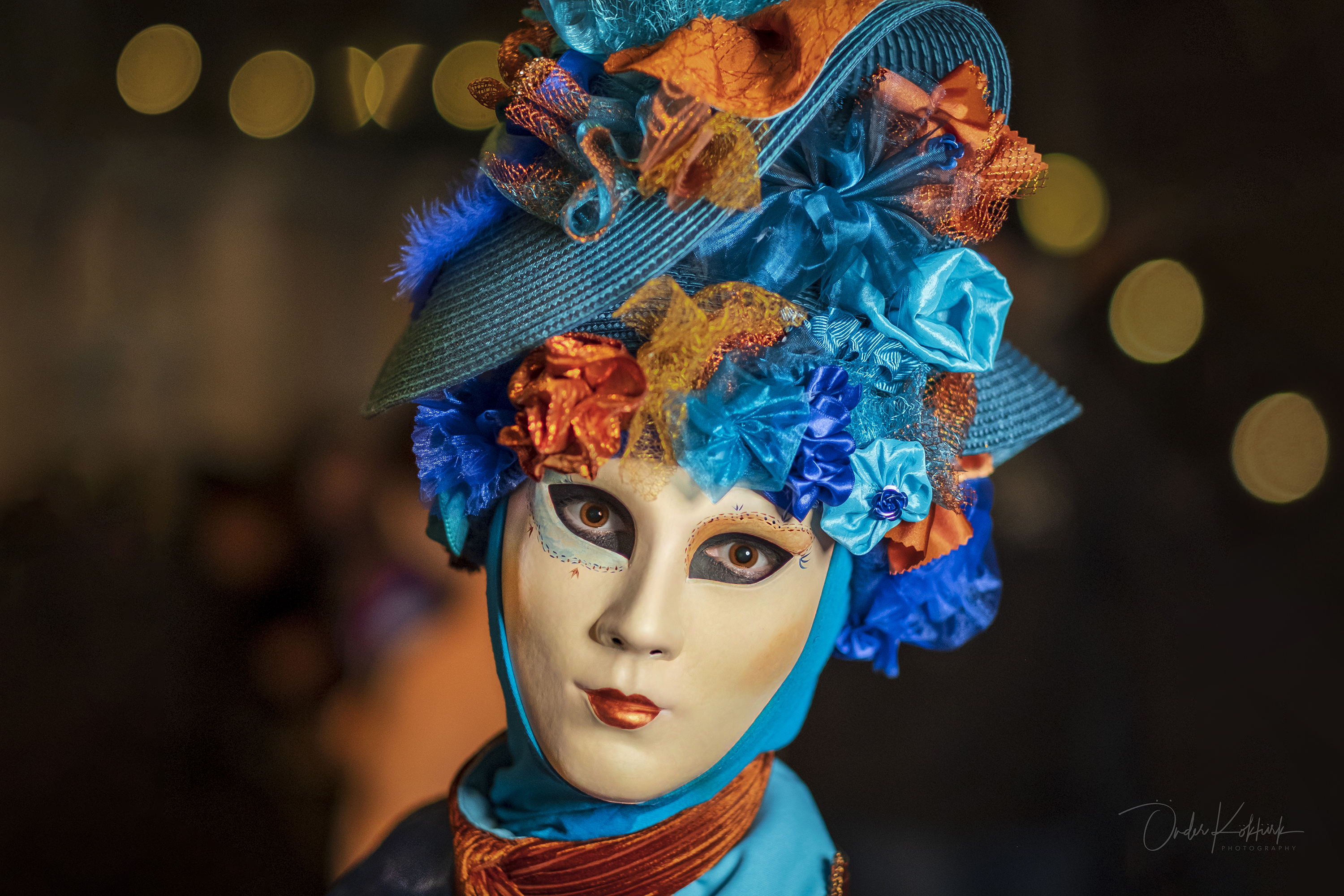
威尼斯嘉年華會 2020
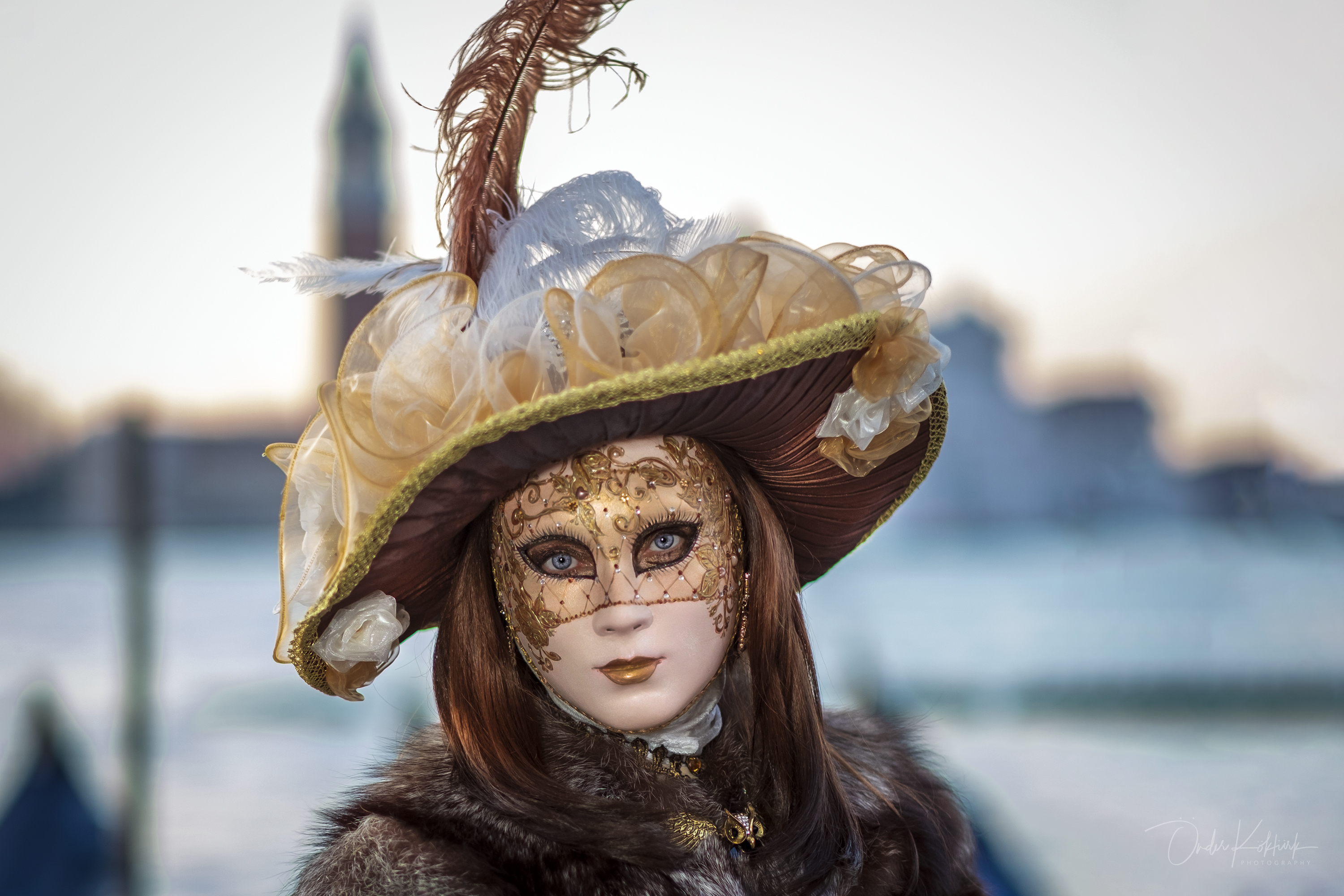
威尼斯嘉年華會 2020
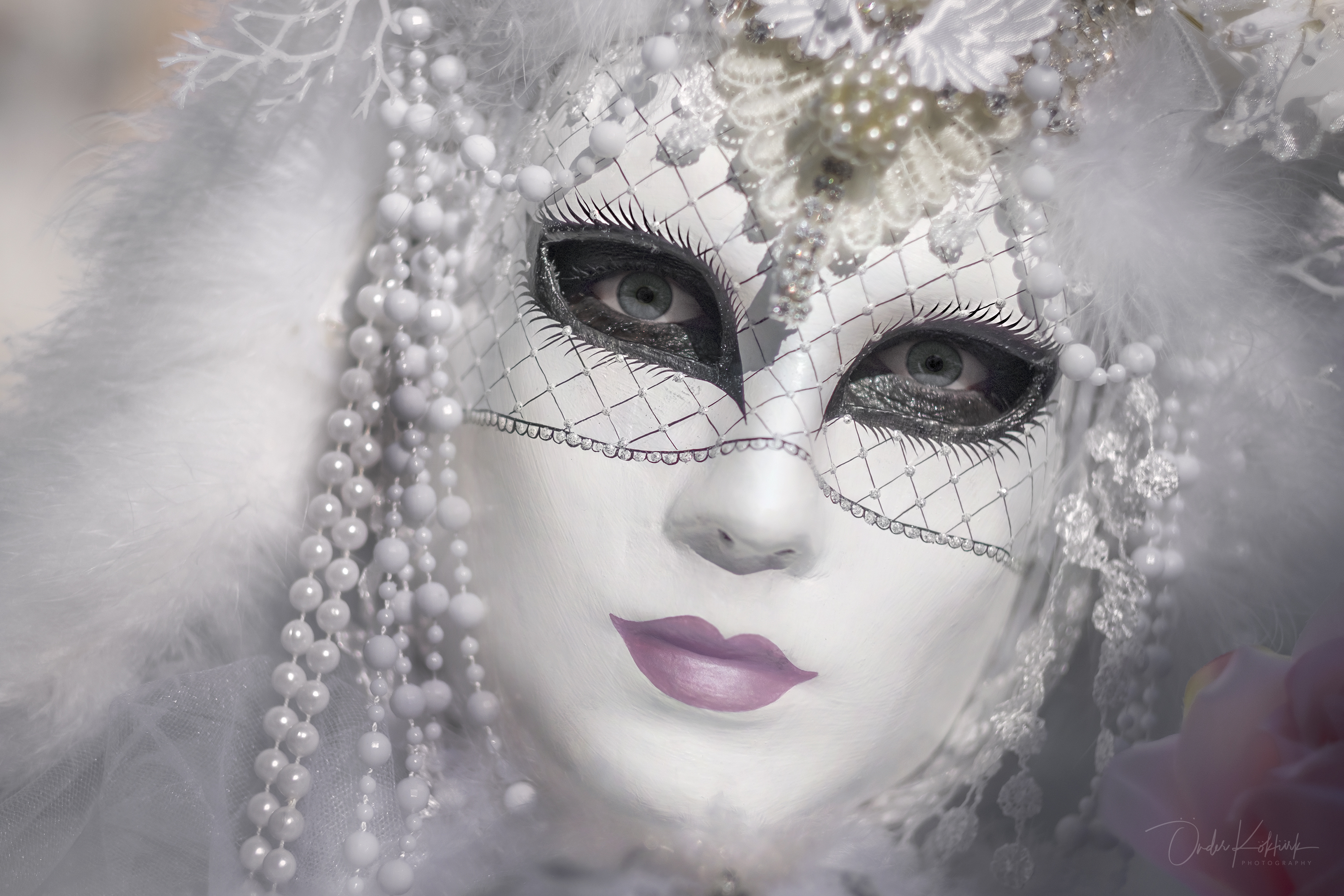
威尼斯嘉年華會 2020
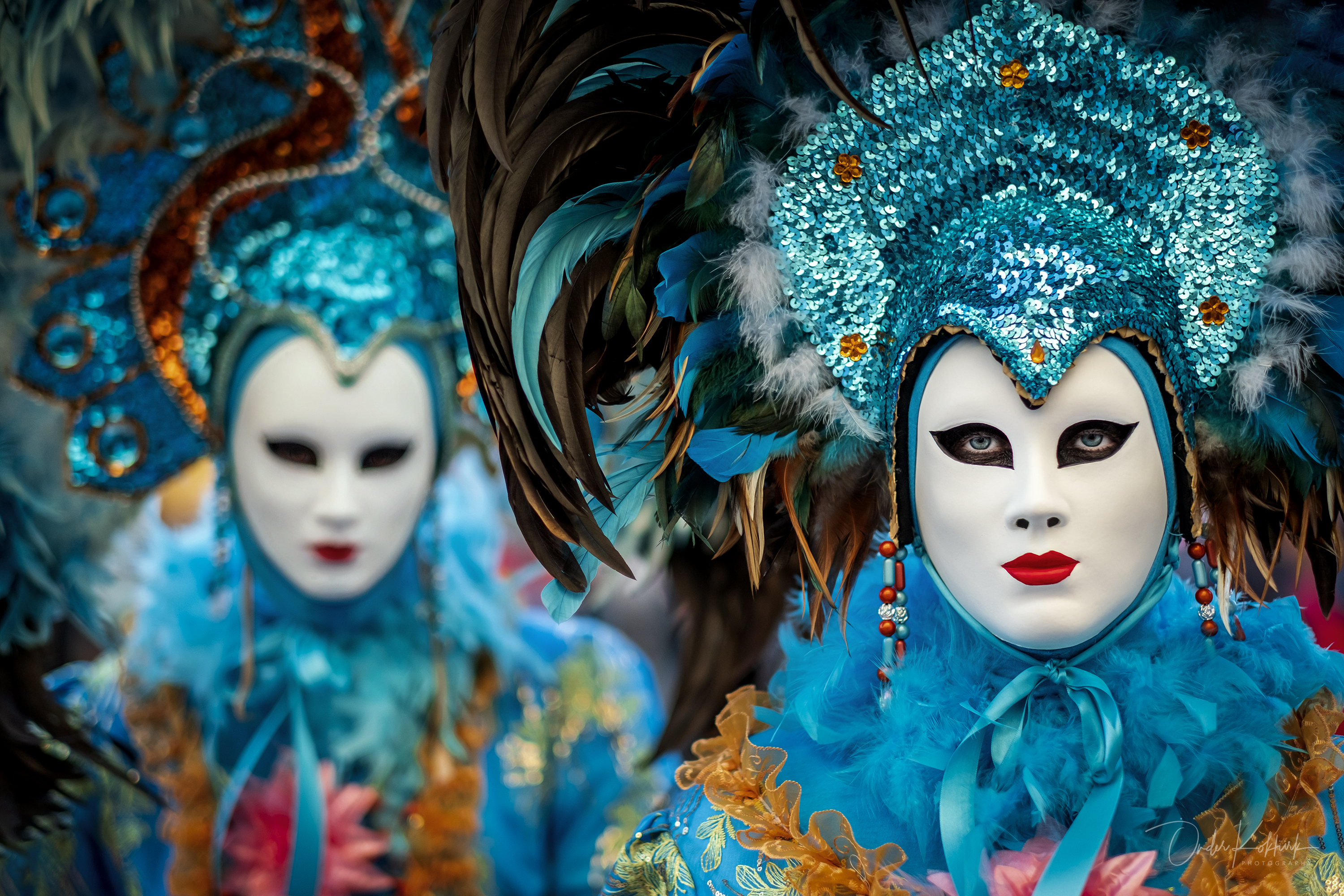
威尼斯嘉年華會 2020
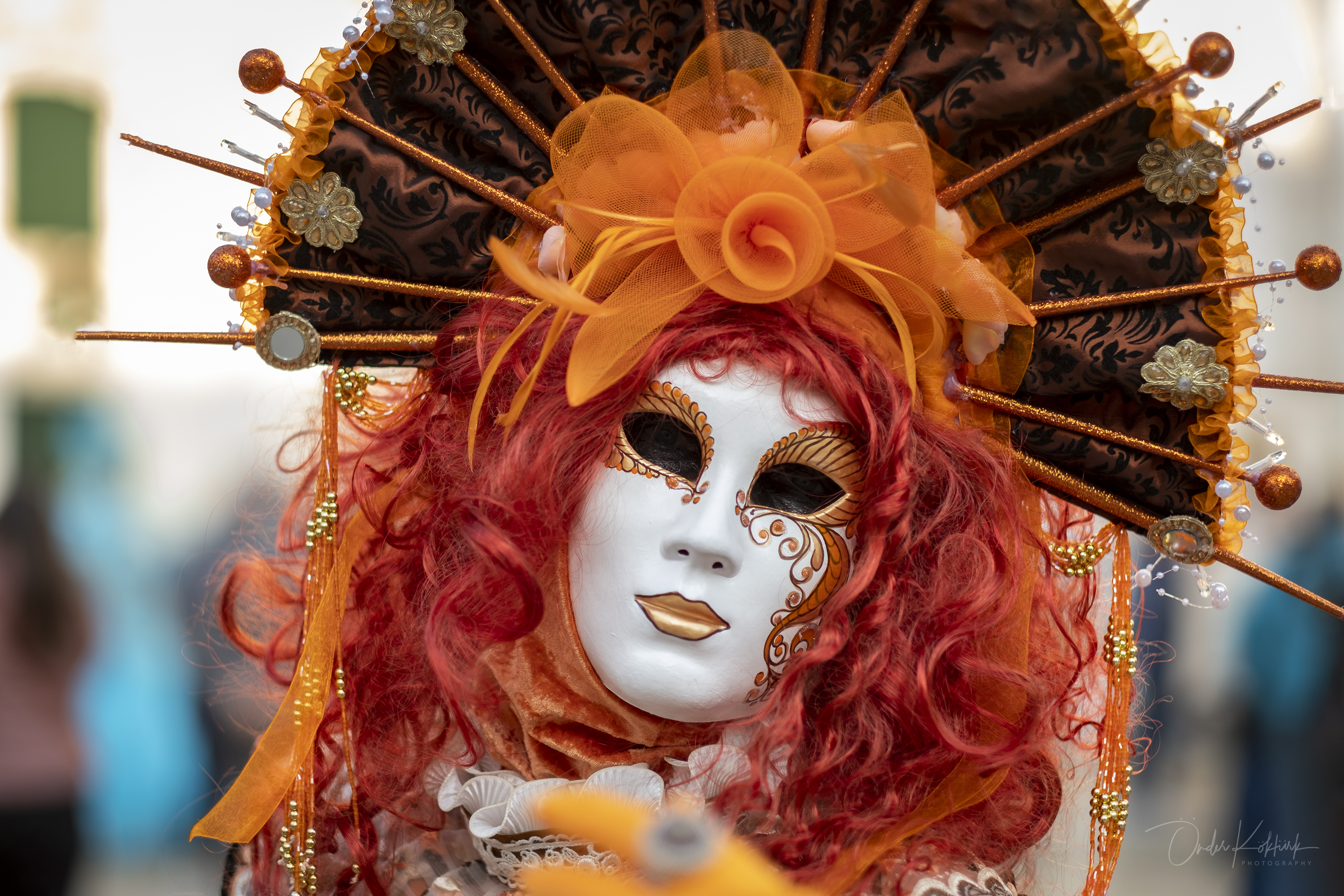
威尼斯嘉年華會 2020
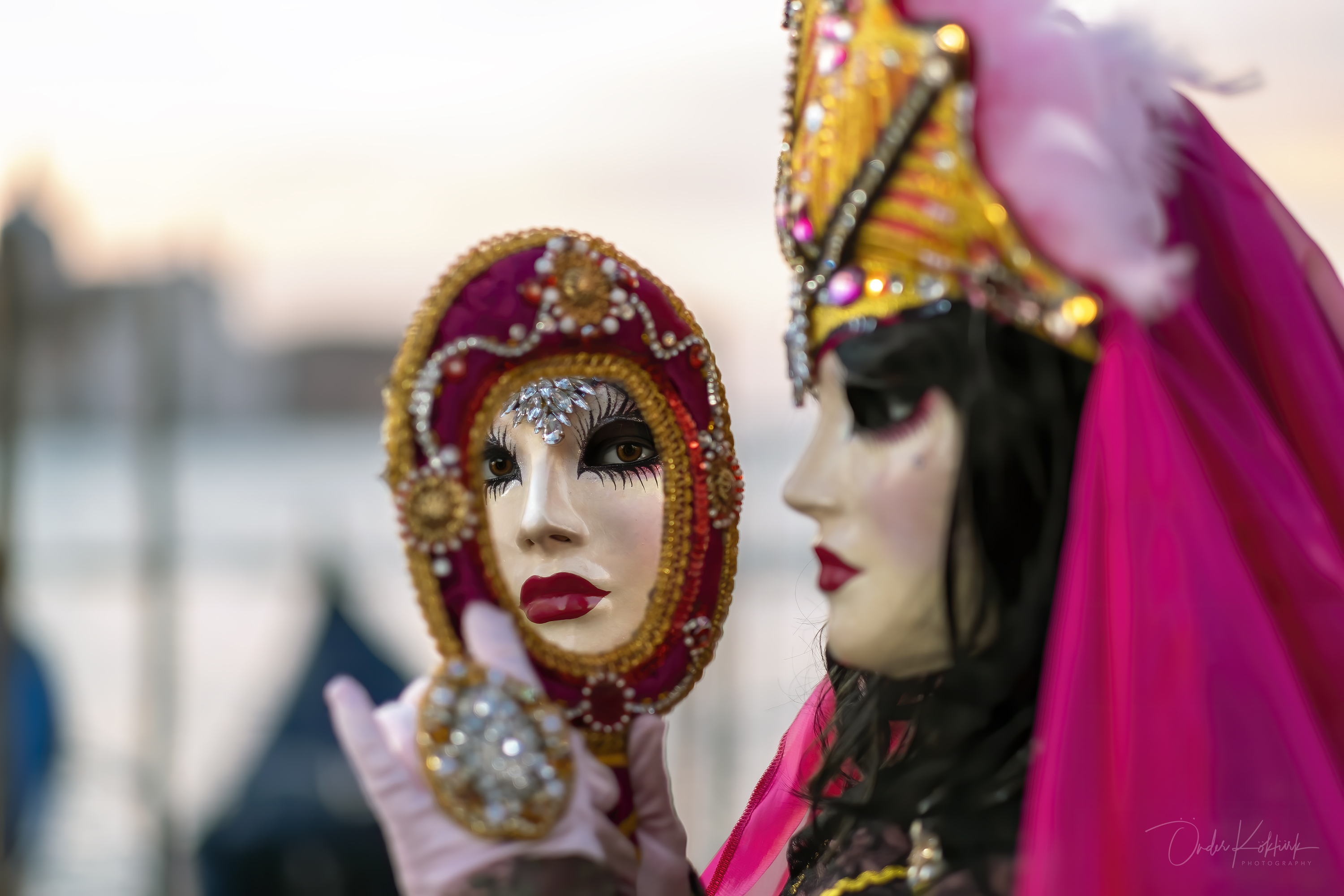
威尼斯嘉年華會 2020
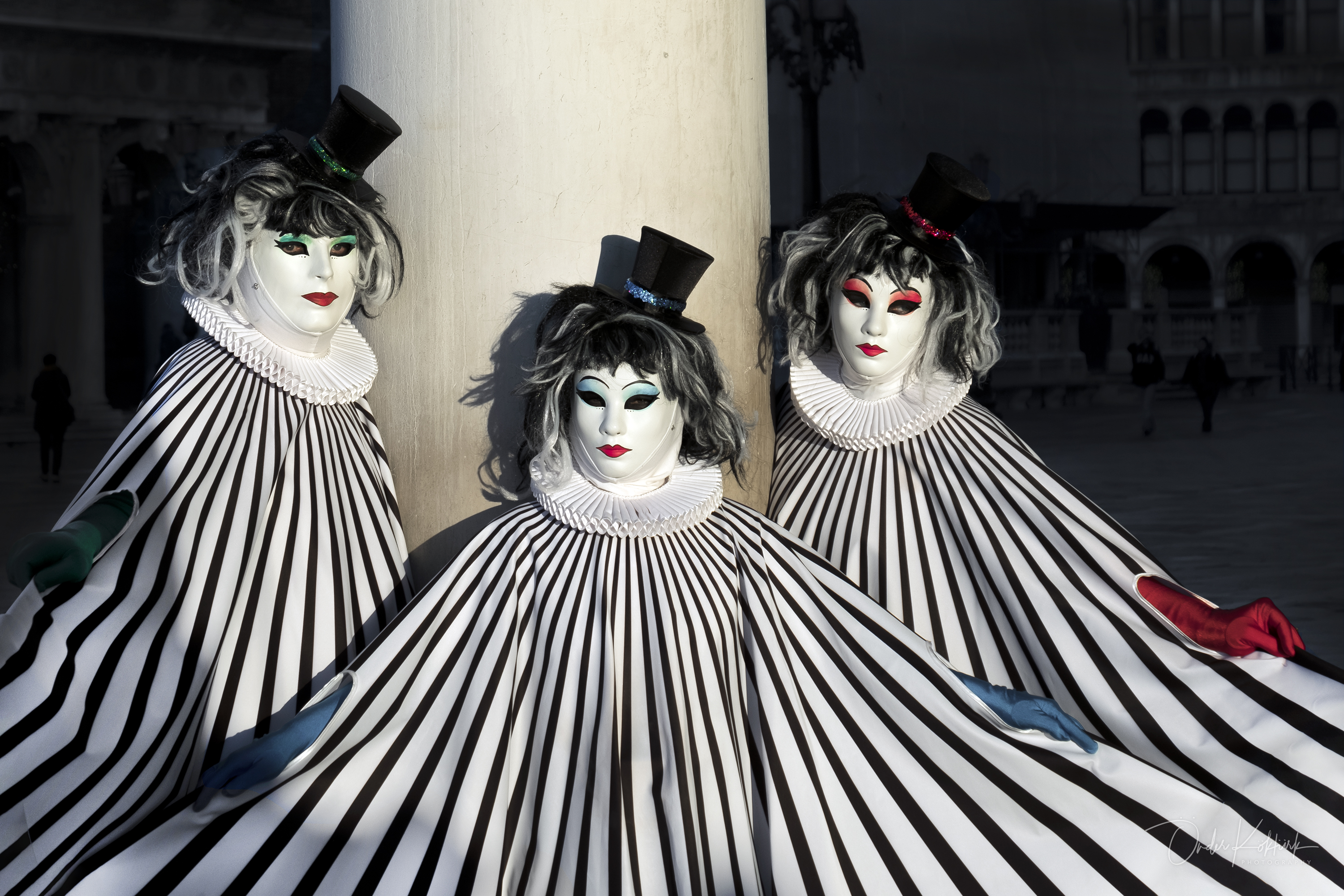
威尼斯嘉年華會 2020
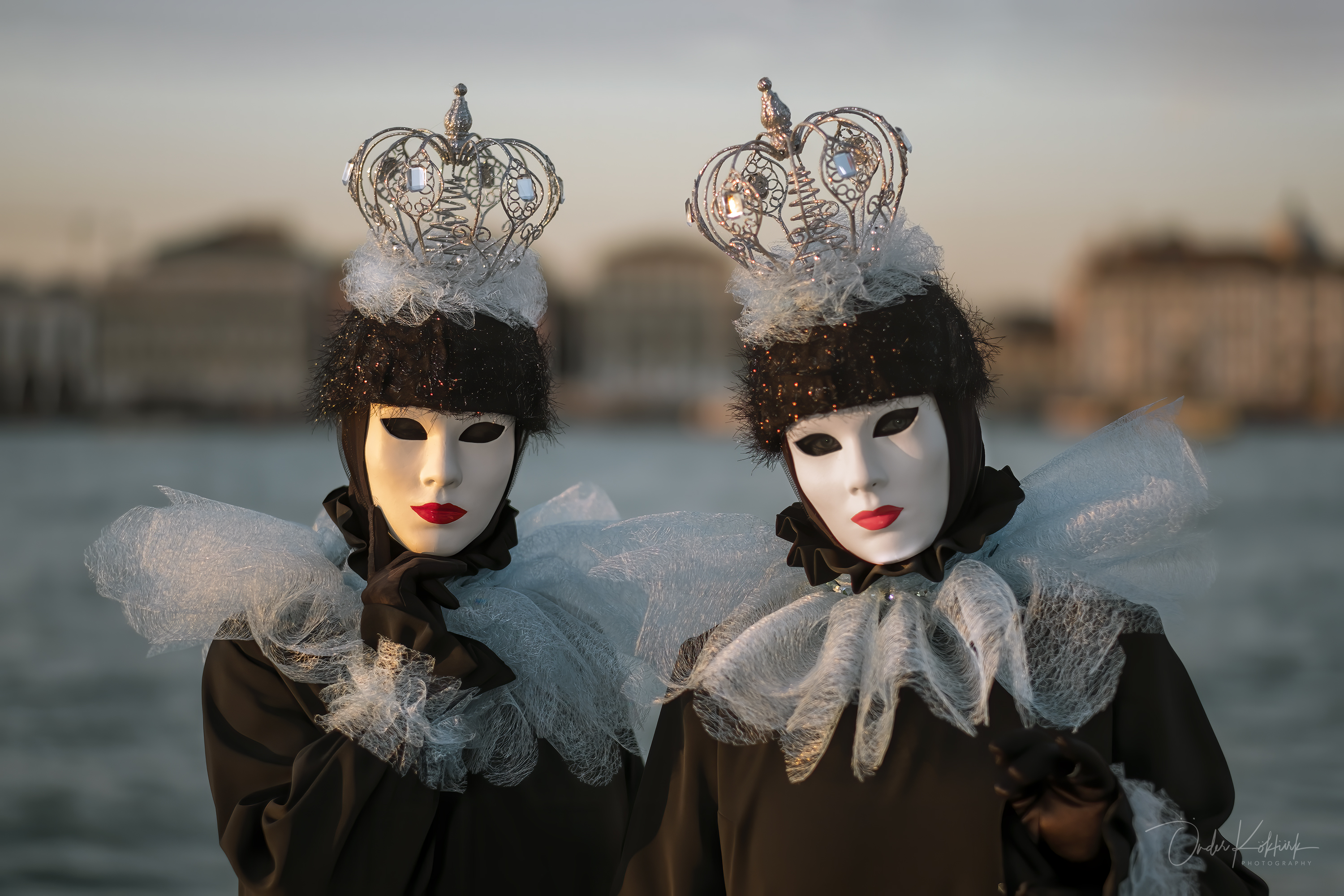
威尼斯嘉年華會 2020
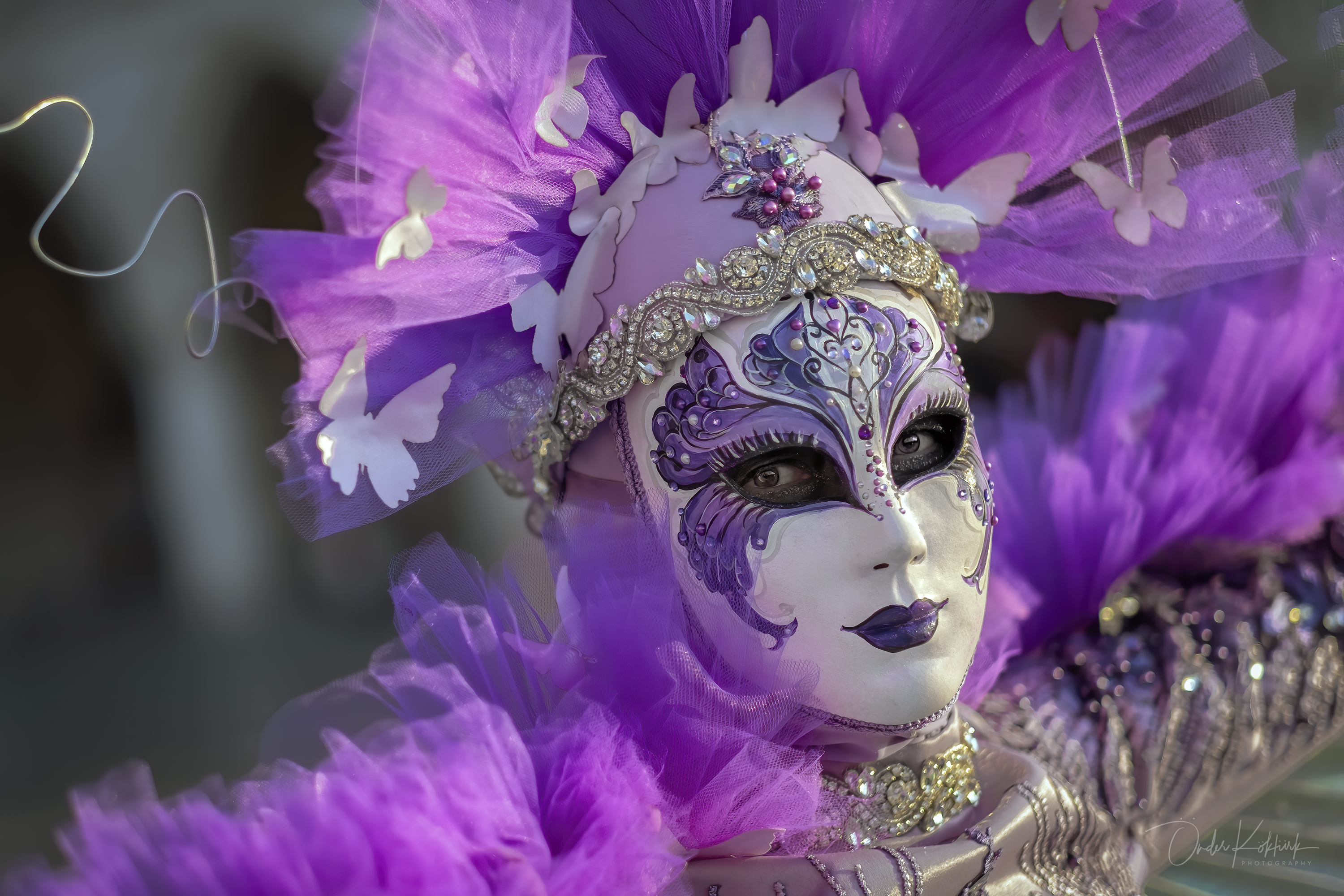
威尼斯嘉年華會 2020
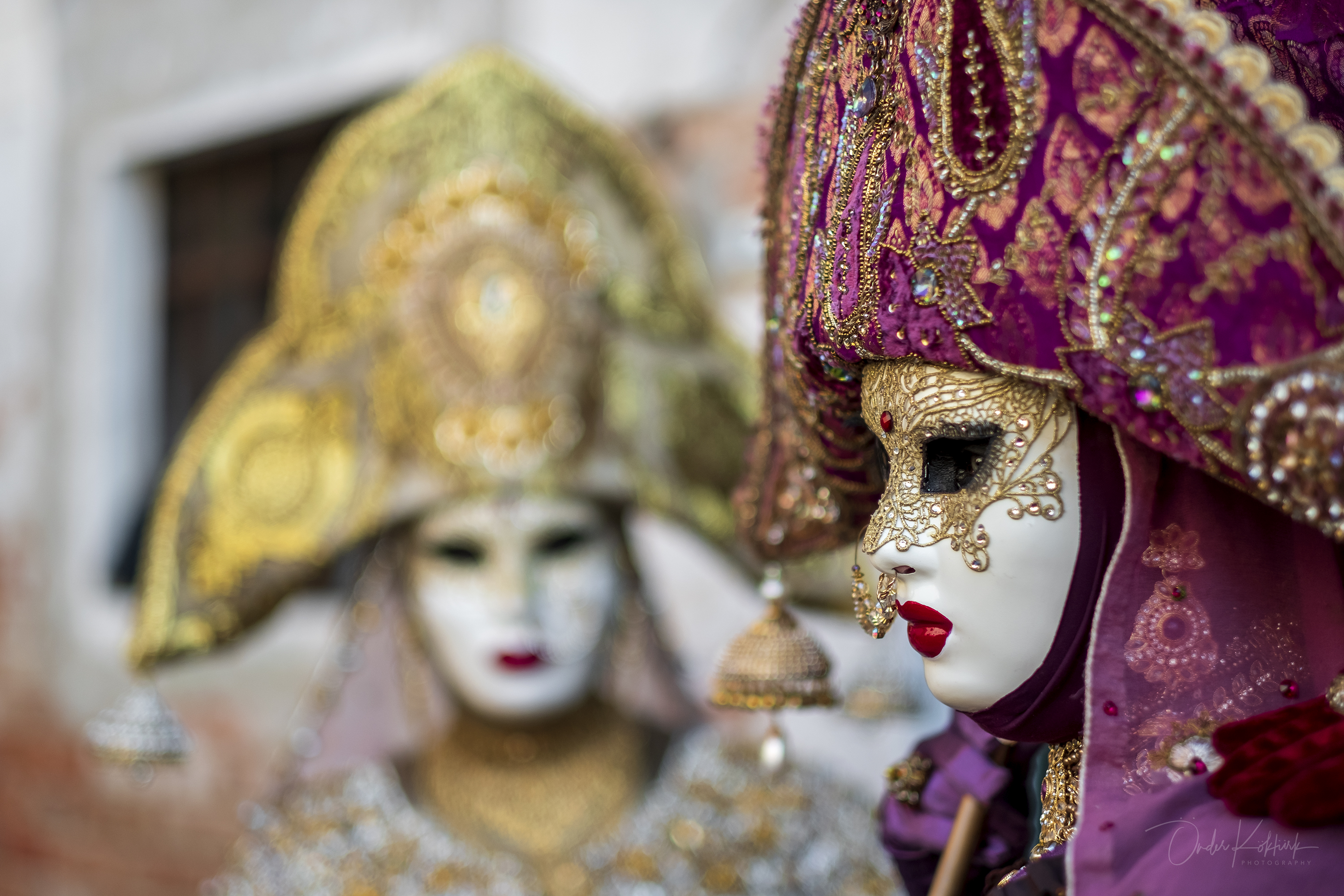
威尼斯嘉年華會 2020
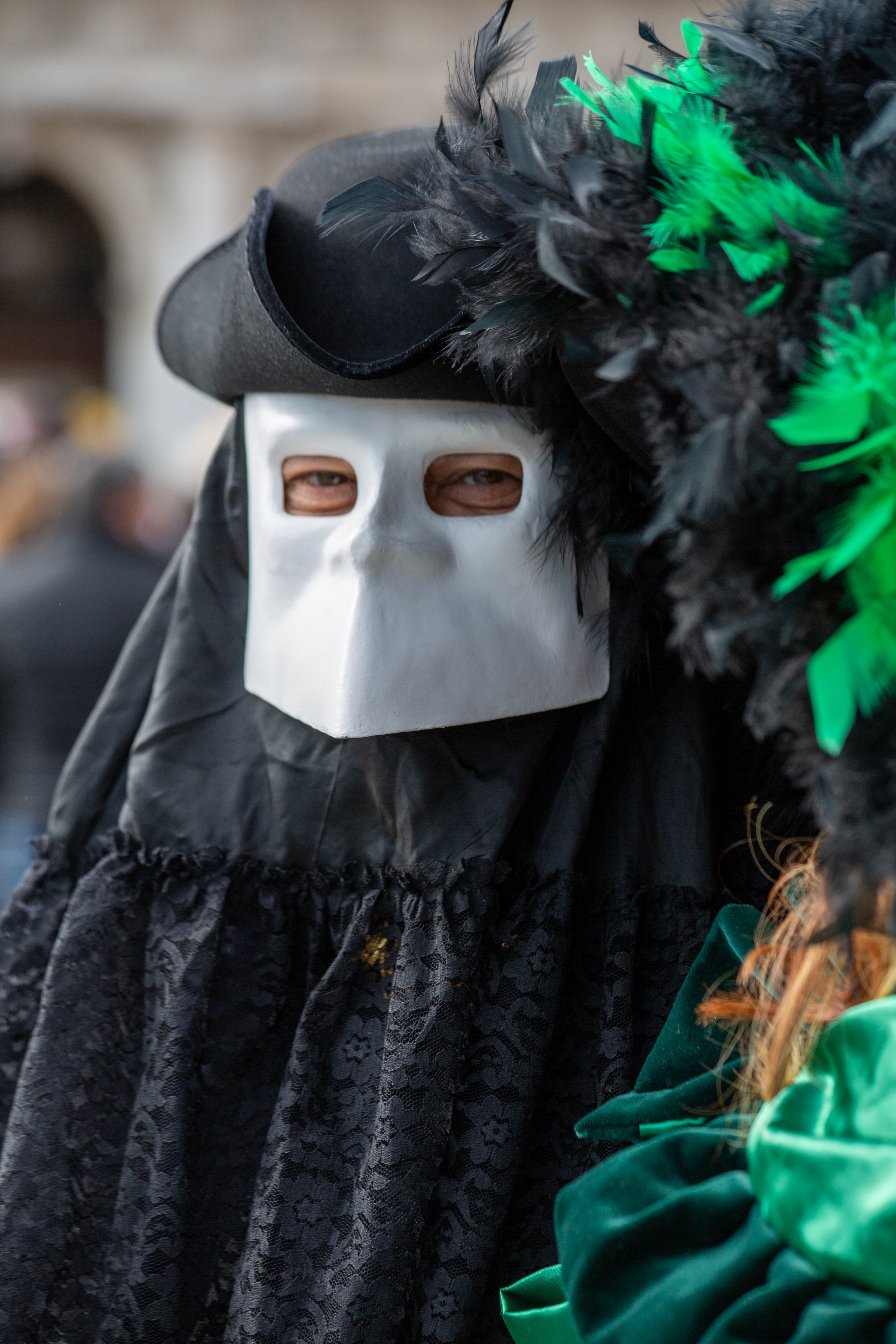
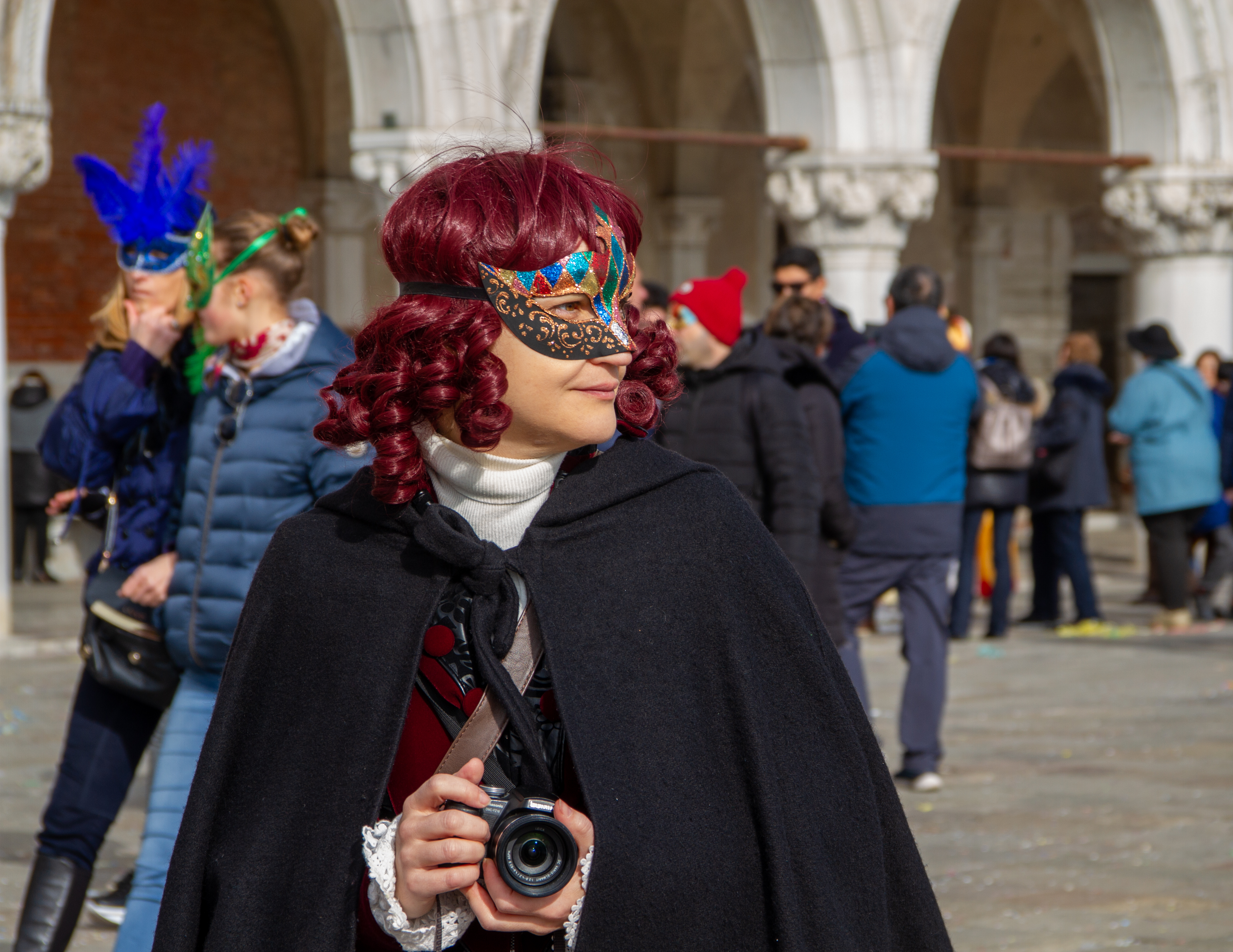
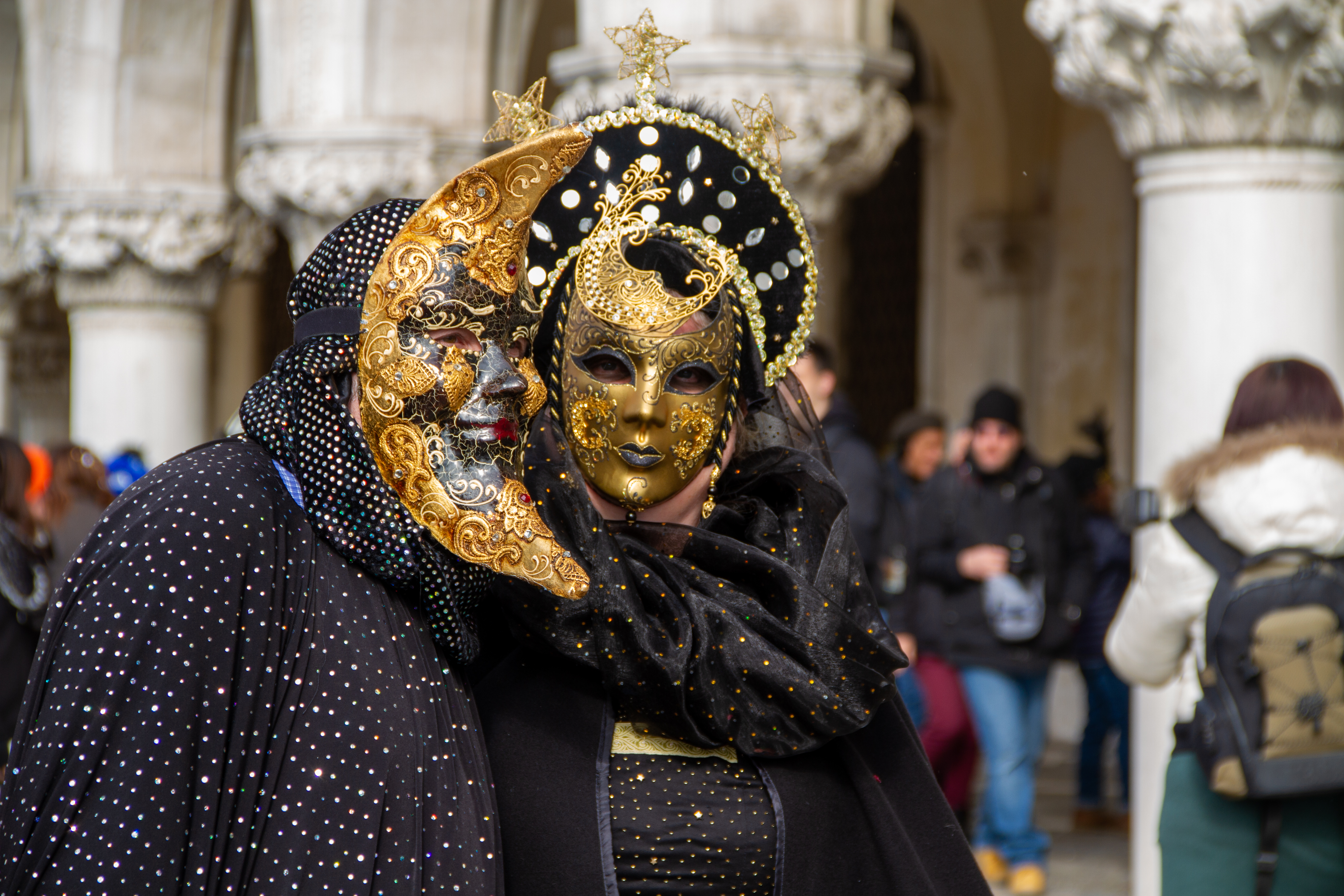
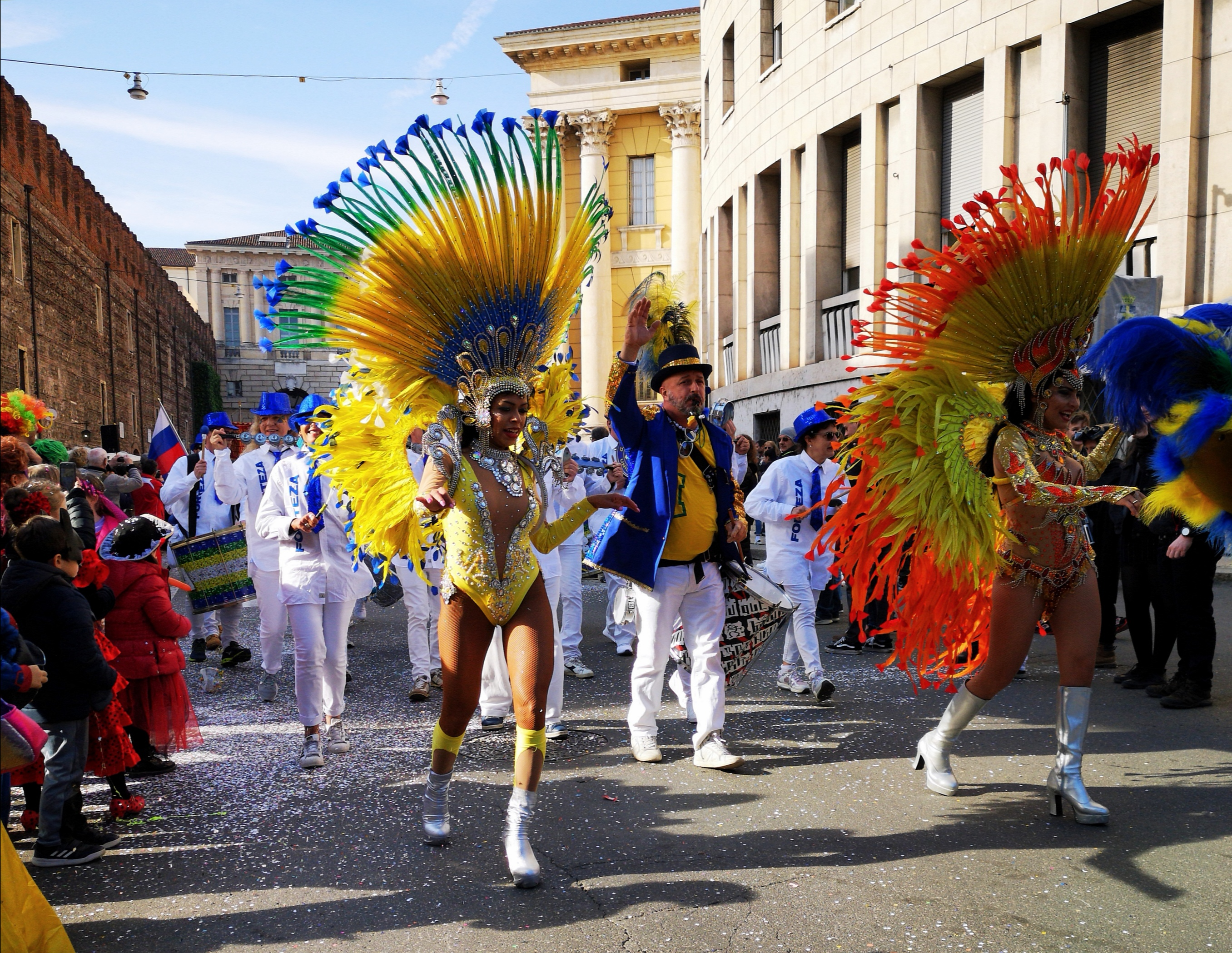
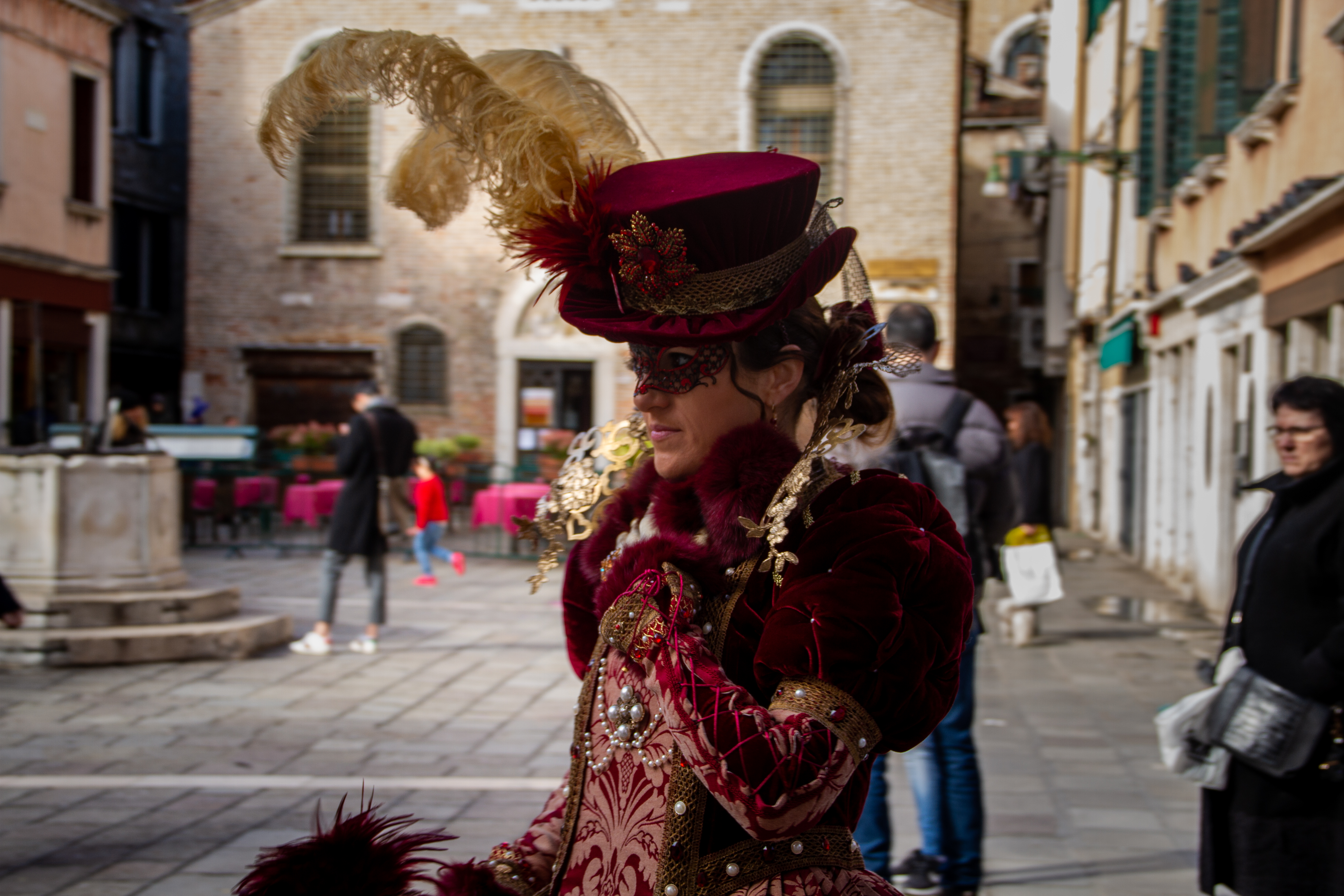
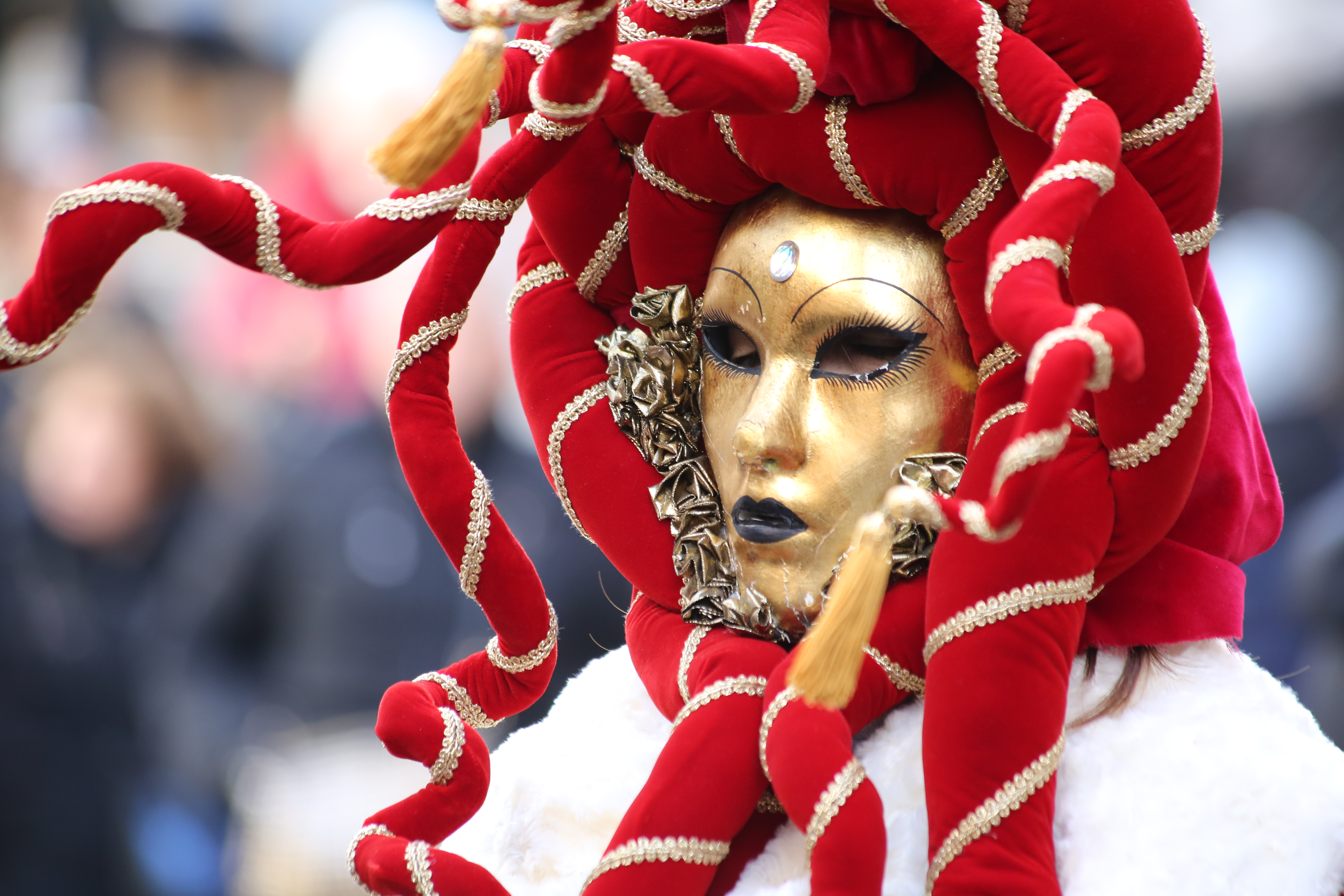